# Афек, Шарон
Шаро́н Афе́к (ивр. שרון אפק‎; род. 10 августа 1970, Нетания, Израиль) — израильский юрист, заместитель Юридической советницы правительства Израиля по администрации и особым поручениям (с июля 2022 года). Генерал-майор запаса Армии обороны Израиля, Главный военный прокурор Армии обороны Израиля с октября 2015 по сентябрь 2021 года.

## Биография

### Семья и ранние годы
Шарон Афек родился и вырос в Нетании в семье Ури и Дальи Афек.
Отец, Ури Афек (урождённый Пинчук; род. 1932) — спортивный деятель, начавший свой путь в качестве вратаря футбольного клуба «Маккаби Нетания», тренер женской, а затем и мужской национальной сборной Израиля по волейболу, международный волейбольный судья, заместитель главы Управления спорта Израиля, генеральный директор Олимпийского комитета Израиля с 1982 по 1995 год. Мать, Далья Афек — спортсменка, входившая в женскую национальную сборную Израиля по волейболу.
В юные годы играл в детской команде футбольного клуба «Маккаби Нетания».
Изучал юриспруденцию на факультете юриспруденции Тель-Авивского университета в рамках программы «академического резерва», позволяющей получение отсрочки от службы в армии ради получения высшего образования для дальнейшей службы в армии по полученной специальности.

### Военная карьера
По завершении учёбы Афек начал военную службу в Департаменте международного права Военной прокуратуры, где проделал путь до заместителя главы департамента (исполнял эту должность с 2002 по 2004 год). Также был секретарём и юридическим советником следственной комиссии по проверке инцидента, известного как «Трагедия Шайетет», в ходе которого погибли 11 бойцов спецподразделения «Шайетет 13», и служил старшим помощником Главного военного прокурора генерал-майора Менахема Финкельштейна, в том числе в период операции «Защитная стена» на Западном берегу реки Иордан.
С 2004 по 2007 год, в том числе в период Второй ливанской войны, был Главным прокурором ВВС.
С 15 апреля 2007 по 30 ноября 2009 года служил Юридическим советником Иудеи и Самарии, а с 2009 по 2012 год — заместителем Главного военного прокурора. На должность заместителя Главного военного прокурора Афек был назначен по рекомендации Главного военного прокурора (в дальнейшем Юридического советника правительства Израиля) генерал-майора Авихая Мандельблита, видевшего в Афеке своего преемника.
В 2011 году Афек был кандидатом на пост Главного военного прокурора: его кандидатуру поддерживали Мандельблит и Начальник Генштаба генерал-лейтенант Бени Ганц, однако министр обороны Эхуд Барак настаивал на своём кандидате — судье Военного апелляционного суда, полковнике Ави Леви; в качестве компромисса в августе 2011 года на должность был назначен бригадный генерал Дани Эфрони.
По завершении должности заместителя Главного военного прокурора Афек в течение года находился на учёбе в Колледже национальной безопасности Армии обороны Израиля, после чего в течение двух лет командовал курсом «Афек» Межвойскового колледжа полевого и штабного командного состава Армии обороны Израиля.

#### На посту Главного военного прокурора
22 октября 2015 года Афек вступил на должность Главного военного прокурора, сменив на посту генерал-майора Дани Эфрони.
Одним из заметных уголовных дел, которыми занималась Военная прокуратура под командованием Афека, стал процесс над сержантом Элором Азарией, в рамках которого Афек отдал распоряжение открыть уголовное следствие по инциденту, в ходе которого солдат Армии обороны Израиля выстрелил в голову раненого, лежавшего на земле террориста, а затем передать дело в суд с обвинением солдата в убийстве: в деле, вызвавшем широкий общественный и политический резонанс в Израиле, солдат был признан виновным военным судом и приговорён к тюремному заключению. Другим делом, вызвавшим общественный резонанс, стал процесс над бригадным генералом Офеком Бухрисом, многообещающим офицером, отданным под суд по распоряжению Афека по обвинению в изнасиловании подчинённой ему солдатки, а затем признанным виновным в рамках сделки с Военной прокуратурой в запрещенных половых отношениях и вынужденно ушедшим в отставку с понижением в звании.
Несмотря на то что накануне назначения Афека на пост было принято вернуть штатную ставку Главного военного прокурора на уровень бригадного генерала, 12 июля 2018 года Афеку всё же было присвоено звание генерал-майора (алуф).
Под руководством Афека Военная прокуратура провела реформу, выразившуюся в изменении подхода к военнослужащим срочной службы, впервые совершившим определённые виды уголовных преступлений, как, например, употребление наркотических средств в ходе отпуска из армии: ранее совершение подобного преступления влекло, как правило, привлечение к уголовной ответственности, лишение свободы и судимость, однако в рамках реформы был внедрён в практику механизм условного соглашения о признании вины (ивр. הסדר מותנה‎), по которому военнослужащий не привлекается к уголовной ответственности при условии исполнения им обозначенных условий, включая завершение военной службы без совершения дальнейших правонарушений.

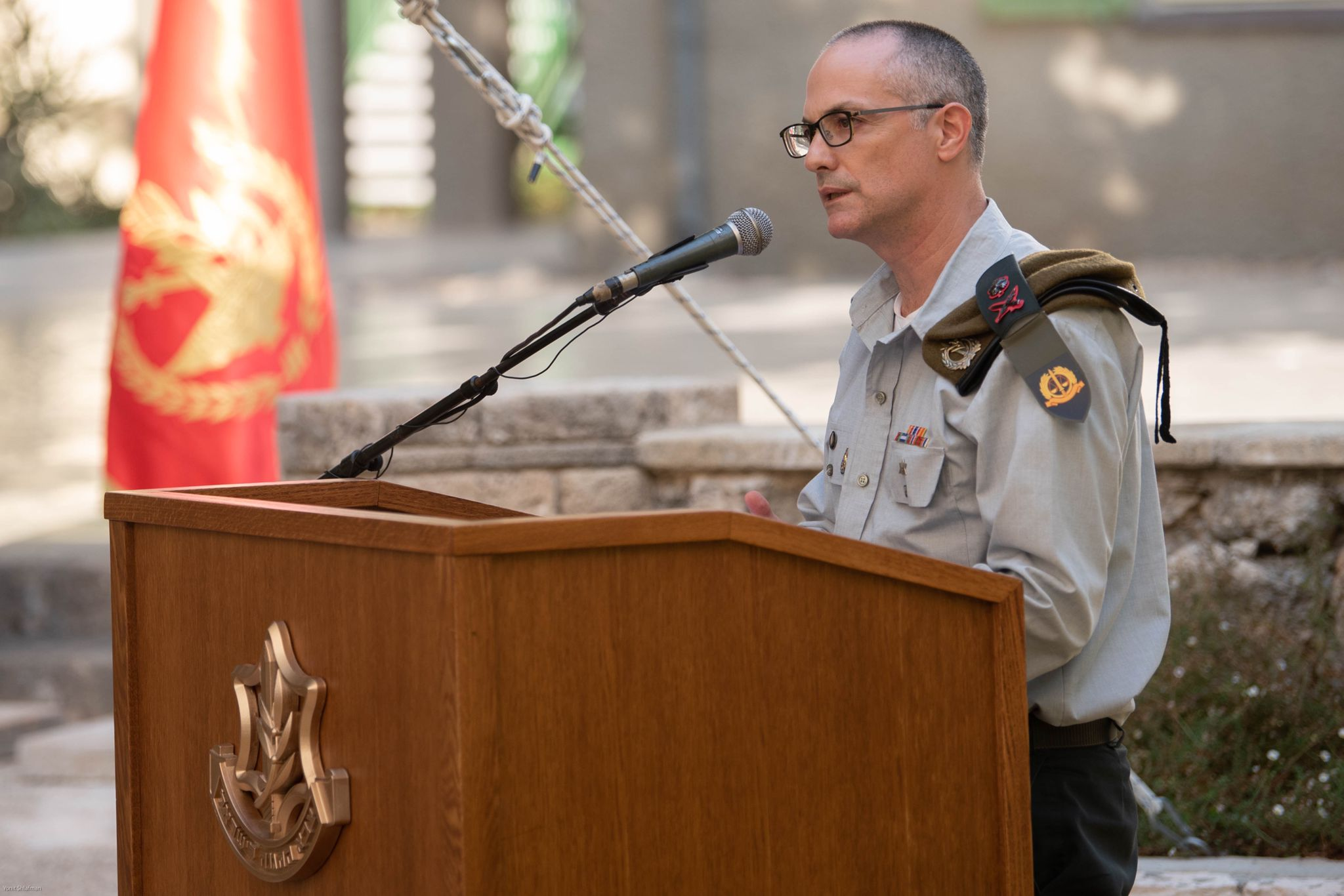
Генерал-майор Шарон Афек (сентябрь 2021)

Совместно с Подразделением военных судов и Управлением кадров Генштаба Военная прокуратура под руководством Афека также участвовала в учреждении проекта интегративного военного суда (ивр. בית הדין הצבאי המשלב‎), в дальнейшем удостоенного премии Начальника Генштаба за инновации; проект руководствуется подходом, видящим в судебном процессе инструмент исправления и социальной реабилитации обвиняемого, позволяя в подходящих случаях военнослужащим срочной службы, обвинённым в уклонении от службы, вернуться на службу и завершить её, не понеся значительных последствий уголовного процесса.
В период Афека на посту был принят закон о распространении положений законодательства о защите прав пострадавших от совершения преступления на уголовные процессы в Армии обороны Израиля, и Военная прокуратура под руководством Афека участвовала во внедрении необходимых процедур в этом отношении в армии. Срок задержания подозреваемых военнослужащих без судебного решения был сокращён с 48 часов до 24 часов в соответствии с нормой, принятой относительно гражданских лиц. В военном судопроизводстве была введена также практика получения доклада о социальном обследовании подсудимого (ивр. תסקיר מבחן לעניין העונש‎) накануне вынесения приговора. Также была проведена реформа в сфере упрощения судопроизводства по делам дорожно-транспортных правонарушений.
Под командованием Афека Военная прокуратура предоставляла органам Армии обороны Израиля правовую консультацию по широкому ряду актуальных вопросов, включая вопросы, связанные с мерами противодействия коронавирусной пандемии в армии и поддержкой гражданского сектора страны в борьбе с пандемией. Военная прокуратура Израиля под командованием Афека была также активно вовлечена в сопровождение армейского командования и подразделений Армии обороны Израиля по вопросам международного гуманитарного права в ходе столкновений на границе Израиля с сектором Газа, вызванных организованными движением «ХАМАС» массовыми шествиями палестинцев к границе сектора Газа, и в ходе операции «Страж стен» в секторе Газа.
1 сентября 2021 года передал пост генерал-майору Ифат Томер-Йерушальми.

### После выхода в запас
В сентябре 2021 года Афек был одним из кандидатом на должность судьи Верховного суда Израиля.
В декабре 2021 года был удостоен премии имени Горни израильского Некоммерческого партнёрства публичного права, присуждаемой за выдающиеся достижения юристам на общественной службе.
В июне 2022 года было утверждено назначение Афека на пост заместителя Юридической советницы правительства Израиля по администрации и особым поручениям — по существу, главы правового аппарата Управления юридической консультации и законодательства Министерства юстиции Израиля, и он вступил на пост 1 июля 2022 года.

### Образование и личная жизнь
Афек завершил с отличием учёбу на степень бакалавра юриспруденции Тель-Авивского университета и с особым отличием учёбу на степень магистра юриспруденции Тель-Авивского университета, а также завершил с отличием учёбу на степень магистра Хайфского университета (в области национальной безопасности) в рамках обучения в Колледже национальной безопасности и прошёл программу обучения в области государственного управления Гарвардского университета.
В интервью журналу Коллегии адвокатов Израиля в 2017 году Афек рассказал, что является гомосексуалом. Хоть ранее он и не скрывал этого факта, его решение публично поделиться данной информацией было вызвано желанием продемонстрировать молодёжи накануне призыва на личном примере, что достижение успеха на службе в израильской армии ничем не ограничено и зависит в первую очередь от личных способностей. Афек стал первым открытым гомосексуалом — членом высшего командования Армии обороны Израиля.
Афек принимал участие в марафонских забегах, его личный рекорд, достигнутый на Парижском марафоне в 2010 году, составляет 2:45:53.

## Публикации
- Афек Ш. Кибернетическая атака — правовые принципы: применение правил международного права относительно военных действий в кибернетическом пространстве (иврит) = התקפה הקיברנטית — קווים משפטיים לדמותה: יישום כללי המשפט הבינלאומי על לוחמה במרחב הקיברנטי // Эштонот. — октябрь 2013. — Num. 5. — P. 17—144. Архивировано 1 января 2021 года.
- Афек Ш. Ломая правила, и все принимают участие в игре — о встрече между кибернетическим пространством и правилами международного права (иврит) = שוברים את הכללים וכולם משחקים – על המפגש בין המרחב הקיברנטי לבין כללי המשפט הבינלאומי // Бейн ха-Ктавим. — декабрь 2014. — Num. 3. — P. 45—75. Архивировано 19 апреля 2022 года.
- Afek S. Мы более не в Беэр-Шеве: Обсуждение современных проблем в области права вооруженного конфликта со 120 юристами-международниками (англ.) = We're Not in Beer-Sheba Anymore: Discussing Contemporary Challenges in the law of Armed Conflict with 120 International Lawyers // Vanderbilt Journal of Transnational Law. — May 2018. — Vol. 51, no. 3. — P. 691—695. Архивировано 21 июня 2020 года.
- Афек Ш. 1956 год — Инцидент в Кафр-Касеме (иврит) = 1956 — פרשת כפר קאסם // Шорашим ба-мишпат  / под ред. Д. Зильбер. — 2019. Архивировано 7 апреля 2025 года.
- Афек Ш. Между враждебными действиями и исполнением закона: Военная прокуратура и применение силы при противостоянии палестинскому террору // Фестшрифт Менахема Финкельштейна — Право, оборона и литература = בין פעולות איבה לאכיפת חוק: הפרקליטות הצבאית והשימוש בכוח בהתמודדות עם הטרור הפלסטיני // ספר פינקלשטיין — משפט, ביטחון וספר (иврит) / под ред. Ш. Афека, О. Гросскопфа, Ш. Лифшица, Э. Шпигельмана. — Цафририм: Нево, 2020. — С. 303—323. — 864 с. — ISBN 9789654422109.